# Niederbayerische Schotterwerke

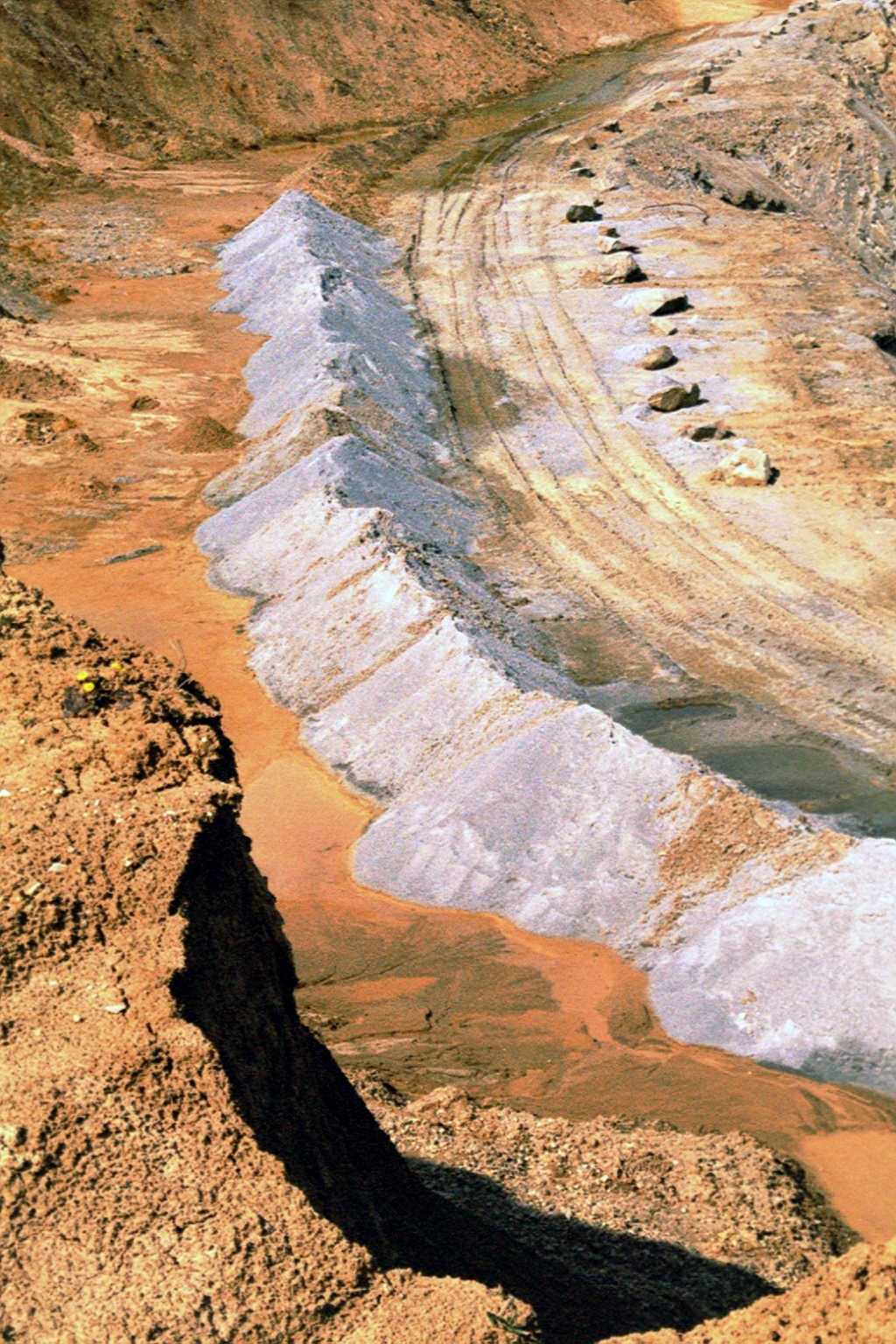
Steinbruch bei Neustift

Die Niederbayerischen Schotterwerke Rieger & Seil sind ein Steinbruchbetrieb in Neustift, einem Ortsteil der Gemeinde Ortenburg im Landkreis Passau.

## Firmengeschichte
Der Betrieb wurde vom Steinhauer Georg Seil (1858–1918) im Jahre 1882 gegründet, nachdem er ein freiliegendes Granitvorkommen an der Wolfach entdeckt hatte. 1908 beteiligte sich der Molkereibesitzer Johann Rieger (1874–1955) am Unternehmen. Hergestellt wurden Großpflastersteine sowie Bruchsteine für den Haus- und Brückenbau, die mit Fuhrwerken abtransportiert wurden. Mit der Eröffnung der Wolfachtalbahn im Januar 1908 erweiterte sich der Absatz auf ganz Deutschland, darunter auch für die Verwendung als Gleisschotter und Straßenbaustoff.
Die Maschinisierung ließ die Produktionsmengen anwachsen. Während der beiden Weltkriege mussten auch Kriegsgefangene mitarbeiten. In den Spitzenzeiten waren im Betrieb bis zu 400 Mitarbeiter beschäftigt. Heute beschäftigt das Unternehmen 64 Mitarbeiter. Auf fünf Bermen werden jährlich bis zu 700.000 t Granit abgebaut. Die tiefste Abbaufläche liegt 243 Meter über dem Meeresspiegel und stellt die tiefste offene Stelle Südbayerns dar.